# Humberto Cozzo
Bartolomeu Cozzo, más conocido como Humberto Cozzo, (São Paulo, 9 de agosto de 1900 - Río de Janeiro, 18 de septiembre de 1981) fue un escultor y mosaiquista brasileño.

## Datos biográficos
Formado en el Liceo de Artes y Oficios de São Paulo en 1920, frecuentó posteriormente el taller de Amadeu Zani. Entre los premios que obtuvo destacan el primer premio de escultura en el Salón del Centenario, en São Paulo el año 1922, y una medalla de plata en el salón Nacional de bellas Artes de 1928. Realizó diversas obras para espacios públicos, como los monumentos en bronce a José de Alencar en Fortaleza, Bias Fortes en Barbacena, Benedito Valadares en Uberaba,  y la estatua de Machado de Assis, también en bronce, que fue instalada en la entrada de la sede de la Academia Brasileña de Letras, en el Centro de Río de Janeiro. Ejecutor además de la talla en mármol de las sepulturas de la Princesa Isabel y del  Conde de Eu, en la Catedral de Petrópolis.
Como autor de mosaicos, su obra prima son los paneles instalados en el frontón y en el interior de la sinagoga del Grande Templo Israelita, en Río de Janeiro.
Sus obras integran el acervo del Museu Nacional de Belas Artes y de otros museos de São Paulo. En el exterior de Brasil, tiene obras en museos de Argentina y de Portugal.